# Sự kiện UFO Kenneth Arnold

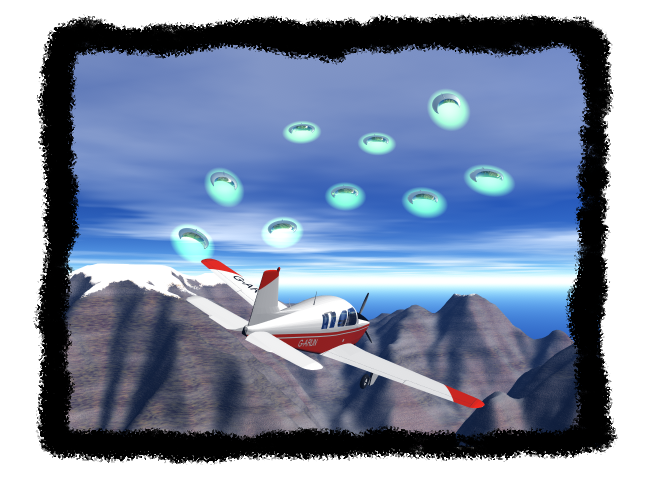
Dựng lại cảnh tượng Kenneth Arnold nhìn thấy UFO năm 1947

Sự kiện UFO Kenneth Arnold  xảy ra vào ngày 24 tháng 6 năm 1947, khi phi công riêng Kenneth Arnold tuyên bố rằng ông đã nhìn thấy một nhóm chín vật thể bay không xác định (UFO) phát sáng bay qua Núi Rainier với tốc độ mà Arnold ước tính là tối thiểu 1.200 dặm một giờ (1.932 km/giờ). Đây là vụ chứng kiến UFO từ sau Thế chiến thứ hai ở Mỹ đã thu hút được tin tức trên toàn quốc và được cho là vụ chứng kiến UFO trong kỷ nguyên hiện đại, bao gồm nhiều trường hợp được báo cáo trong vòng từ hai đến ba tuần tiếp theo. Mô tả của Arnold về những vật thể này cũng khiến giới báo chí nhanh chóng coi đĩa bay là thuật ngữ mô tả phổ biến dành cho UFO.

## Diễn biến vụ việc
Ngày 24 tháng 6 năm 1947, Arnold đang lái chiếc CallAir A-2 bay từ Chehalis, Washington đến Yakima, Washington trong một chuyến công tác. Ông bèn bay vòng quanh đó sau khi biết được phần thưởng 5.000 đô la (tương đương 61.000 đô la ngày nay) dành cho ai phát hiện ra chiếc máy bay vận tải C-46 của Thủy quân lục chiến Mỹ bị rơi gần Núi Rainier.  Bầu trời lúc đấy hoàn toàn trong xanh và có gió nhẹ.
Vài phút trước 3 giờ chiều (15:00) ở độ cao khoảng 9.200 feet (2.800 m) và gần Mineral, Washington, ông đành từ bỏ việc tìm kiếm và bắt đầu đi về hướng đông về phía Yakima. Arnold bất chợt nhìn thấy một tia sáng nhấp nháy, tương tự như ánh sáng mặt trời phản chiếu từ gương. Sợ rằng mình có thể ở gần sát một chiếc máy bay khác, Arnold bèn quét màn hình radar bầu trời xung quanh, nhưng tất cả những gì ông  có thể thấy là một chiếc DC-4 ở bên trái và phía sau mình, cách đó khoảng chừng 15 dặm (24 km).
Khoảng 30 giây sau khi nhìn thấy tia sáng đầu tiên, Arnold tận mắt chứng kiến hàng loạt tia sáng ở phía xa bên trái của mình, hoặc phía bắc Núi Rainier, lúc đấy cách nơi đó từ 20 đến 25 dặm (32 đến 40 km). Ông nghĩ rằng chúng có thể là hình ảnh phản chiếu trên cửa sổ máy bay mình, nhưng một vài thử nghiệm nhanh (lắc máy bay từ bên này sang bên kia, tháo kính mắt, sau đó lăn xuống cửa sổ bên) đã loại trừ điều này. Những phản xạ này đều bắt nguồn từ các vật thể bay. Chúng bay theo một chuỗi dài, và Arnold trong một lúc từng nghĩ đây có thể là một đàn ngỗng trời, nhưng nhanh chóng phủ nhận vì một số lý do, bao gồm độ cao, ánh sáng chói lóa và rõ ràng là tốc độ rất nhanh. Sau đó, ông nghĩ rằng chúng có thể là một loại máy bay phản lực đời mới và bắt đầu chăm chú tìm kiếm phần đuôi máy bay và tỏ ra ngạc nhiên là mình không thể tìm thấy chiếc nào cả.
Nhóm vật thể này nhanh chóng tiếp cận Rainier rồi sau đi qua phía trước, thường xuất hiện trong bóng tối trên nền sân tuyết trắng sáng bao phủ Rainier, nhưng đôi khi vẫn phát ra những tia sáng lóe lên khi chúng đảo vòng một cách thất thường. Đôi khi Arnold nói rằng ông có thể nhìn thấy chúng ở rìa khi chúng có vẻ mỏng và phẳng đến mức thực tế không thể nhìn thấy được. Theo lời Jerome Clark, Arnold mô tả chúng như một loạt các vật thể có hình dạng lồi, dù sau đó ông tiết lộ rằng một vật thể khác có hình lưỡi liềm. Vài năm sau, Arnold nói rằng ông đã ví sự chuyển động của chúng giống như những chiếc đĩa trượt trên mặt nước, mà không so sánh hình dạng thực tế của chúng với cái đĩa, nhưng những lời trích dẫn đầu tiên của Arnold thực sự khiến ông so sánh hình dạng này với một chiếc "đĩa", "đĩa tròn", "chảo bánh", hoặc" nửa vầng trăng" hay nói chung là kiểu lồi và mỏng.
Arnold cho biết các vật thể được nhóm lại với nhau, vụ việc mang lại cho ông một "cảm giác kỳ lạ" nhưng Arnold nghi ngờ rằng mình đã nhìn thấy các chuyến bay thử nghiệm của một loại máy bay quân sự kiểu mới của Mỹ. Khi các vật thể đi qua Núi Rainer, Arnold liền quay máy bay của mình về phía nam trên một lộ trình ít nhiều song song. Theo lời Arnold kể lại, các vật thể không biến mất ngay lập tức và vẫn cứ di chuyển rất nhanh về phía nam, liên tục bay về phía trước vị trí của ông. Tò mò về tốc độ của họ, ông bắt đầu tính giờ tốc độ di chuyển từ Núi Rainer đến Núi Adams khi chúng khuất khỏi tầm nhìn với khoảng cách khoảng 50 dặm (80 km) trong một phút bốn mươi hai giây dựa theo đồng hồ buồng lái. Về sau, Arnold thực hiện phép tính thì tốc độ của những vật thể này là hơn 1.700 dặm một giờ (2.700 km/h) nhanh hơn khoảng ba lần so với bất kỳ máy bay có người lái nào vào năm 1947. 

## Truyền thông vào cuộc

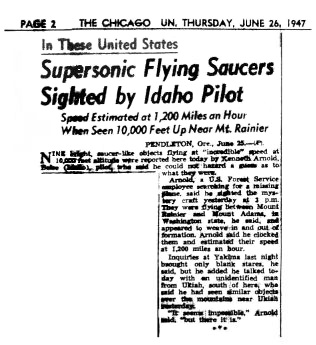
Ngày 26 tháng 6 năm 1947, tờ Chicago Sun đưa tin về câu chuyện có thể là lần đầu tiên sử dụng thuật ngữ "đĩa bay".

Ngay khi Arnold hạ cánh xuống Yakima, ông liền mô tả những gì mình vừa chứng kiến cho một số bạn bè phi công, họ cho rằng có thể Arnold đã nhìn thấy tên lửa dẫn đường hoặc loại máy bay mới đang được Quân đội Mỹ bí mật phát triển.
Sau khi tiếp đầy đủ nhiên liệu, ông tiếp tục lên đường đến dự buổi triển lãm hàng không ở Pendleton, Oregon. Lần đầu tiên các phóng viên phỏng vấn Arnold vào ngày hôm sau (25 tháng 6) khi ông đặt chân đến văn phòng của tờ East Oregonian ở Pendleton. Bất kỳ sự hoài nghi nào mà các phóng viên nuôi dưỡng trong lòng có thể đã tan biến khi họ tiến hành phỏng vấn Arnold trong suốt thời gian dài.
Bản tường trình của Arnold lần đầu tiên có mặt trên một số ấn bản báo muộn vào ngày 25 tháng 6, xuất hiện trên nhiều tờ báo Mỹ và Canada (và một số tờ báo nước ngoài) vào ngày 26 tháng 6 và sau đó thường xuyên xuất hiện trên trang nhất. Không ngoại lệ, theo Bloecher, câu chuyện về Arnold ban đầu có liên quan với một giọng điệu nghiêm túc, đồng đều. Nhóm phóng viên đầu tiên phỏng vấn Arnold là Nolan Skiff và Bill Bequette của tờ East Oregonian ở Pendleton, Oregon vào ngày 25 tháng 6, và câu chuyện đầu tiên về vụ chứng kiến UFO của Arnold, do Bequette viết, đã xuất hiện trên mặt báo cùng ngày.
Bắt đầu từ ngày 26 tháng 6 và ngày 27 tháng 6, các tờ báo lần đầu tiên bắt đầu sử dụng thuật ngữ "đĩa bay" (hoặc "cái đĩa") để mô tả nhóm vật thể vừa nhìn thấy. Do đó, trường hợp Arnold được cho là đã tạo ra thuật ngữ phổ biến này. Nguồn gốc thực tế của thuật ngữ này phần nào gây tranh cãi và làm phức tạp vấn đề thêm. Jerome Clark từng trích dẫn một nghiên cứu năm 1970 của Herbert Strentz đã xem xét tài liệu báo chí Mỹ về sự kiện UFO Arnold, và kết luận rằng thuật ngữ này có thể là do một biên tập viên hoặc người viết tiêu đề: phần nội dung của câu chuyện thời sự Arnold ban đầu vốn không sử dụng thuật ngữ "đĩa bay"

## Làn sóng UFO năm 1947
Trong những tuần tiếp theo câu chuyện vào tháng 6 năm 1947 của Arnold, ít nhất hàng trăm báo cáo về những vụ chứng kiến UFO tương tự tràn ngập nước Mỹ và khắp nơi trên thế giới mà hầu hết trong số đó mô tả các vật thể hình đĩa. Một phi hành đoàn của United Airlines đã nhìn thấy chín vật thể giống đĩa khác ngay trên không phận bang Idaho vào ngày 4 tháng 7 có lẽ thu hút được nhiều tờ báo hơn so với lần nhìn thấy UFO ban đầu của Arnold và mở ra làn sóng đưa tin của giới truyền thông trong những ngày tiếp theo.
Sự kiện UFO nổi tiếng nhất trong thời kỳ này chính là sự kiện Roswell, vụ thu hồi một chiếc đĩa bay bị rơi được cho là của quân đội, câu chuyện về sự kiện này đã vỡ lở vào ngày 8 tháng 7 năm 1947. Nhằm xoa dịu mối lo ngại đang gia tăng của công chúng, vụ này và các trường hợp khác đều được quân đội giải thích trong những ngày tiếp theo là do nhìn nhầm bóng bay dự báo thời tiết. Ngay trước khi câu chuyện về Roswell được đưa ra, Không quân Lục quân ở Washington bèn lên báo cho biết họ đang điều tra vấn đề và quyết định rằng những chiếc đĩa bay này chắc chắn không phải là "vũ khí vi khuẩn bí mật do thế lực nước ngoài thiết kế", "tên lửa quân đội kiểu mới", hoặc" tàu vũ trụ".

## Giải thích hiện tượng

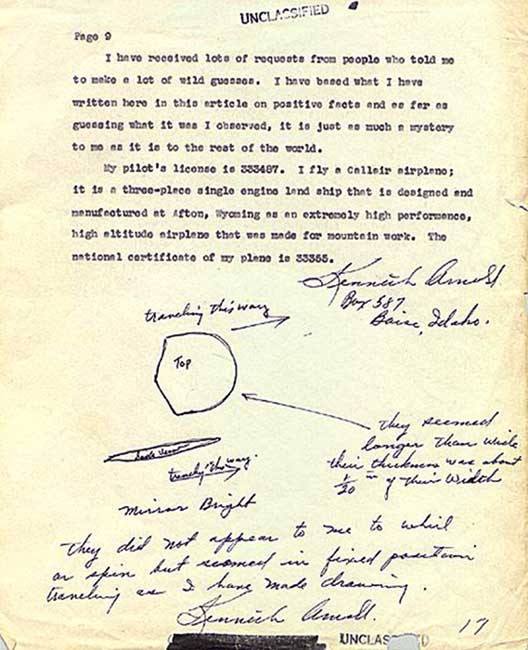
Báo cáo của Kenneth Arnold gửi lên cơ quan tình báo Không quân Lục quân (AAF) ngày 12 tháng 7 năm 1947, trong đó bao gồm các bản phác thảo có chú thích về loại phi thuyền điển hình trong nhóm chín vật thể lạ.

Trong một câu chuyện đăng trên tờ The Minneapolis Star hai ngày sau vụ việc, giới chức trách tại Sân bay Lục quân McChord, cách điểm giữa của các đỉnh Núi Rainier và Núi Adams khoảng 75 dặm, "đưa ra giả thuyết rằng những chiếc máy bay duy nhất đến gần theo như mô tả đó là những chiếc P-80 nhanh nhẹn". Giới chức tại McChord cho biết thêm rằng March Field, California là sân bay gần nhất với những chiếc P-80 đóng tại đó. March Field cách điểm giữa đỉnh Núi Rainier và Núi Adams khoảng 600 dặm (khoảng một giờ di chuyển trên máy bay P-80).
Viên chỉ huy Bãi phóng Thử nghiệm White Sands ở New Mexico là Trung tá Harry R. Turner còn nói với các phóng viên rằng vụ Arnold chứng kiến UFO phù hợp với sự xuất hiện của loại máy bay phản lực.  Khi nhóm sĩ quan cảnh sát và những người dân khác ở Portland, Oregon trình báo về "đĩa bay" vào ngày 4 tháng 7, giới chức quân đội đã phản ứng "bằng cách chỉ ra rằng 24 máy bay chiến đấu P-80 và sáu máy bay ném bom đã bay qua thành phố này vào khoảng thời gian 'đĩa bay' được báo cáo". Không quân Lục quân đã kết luận công khai chính thức rằng "những vật thể lạ trong vụ này đều là do ảo ảnh gây ra mà thôi".
Steuart Campbell nhận định những vật thể mà Arnold báo cáo có thể là mô hình của một số đỉnh núi phủ tuyết trong Dãy Cascade. Tính toán của Campbell về tốc độ của vật thể lạ xác định rằng chúng đang di chuyển với tốc độ gần bằng vận tốc máy bay Arnold, cho thấy các vật thể trên thực tế đang đứng yên. Ảo ảnh có thể được gây ra do sự nghịch đảo nhiệt độ trên một số thung lũng sâu trong tầm nhìn của phi công.
Philip J. Klass đã trích dẫn một bài báo của Keay Davidson từ tờ San Francisco Examiner để lập luận rằng Arnold có thể đã nhận dạng sai thiên thạch thành UFO vào ngày 24 tháng 6 năm 1947. Riêng James Easton là người đầu tiên trong số nhóm hoài nghi cho rằng Arnold có thể đã nhầm lẫn loài bồ nông vốn là loài chim sinh sống ở vùng Washington, khá lớn (sải cánh trên 9,8 ft (3 m) không phải là hiếm gặp), có mặt dưới nhợt nhạt có thể phản xạ ánh sáng, bay được ở độ cao khá lớn và sở hữu nét mặt nhìn nghiêng dạng hình lưỡi liềm khi đang bay.
Donald Menzel là nhà thiên văn học Harvard và là một trong những người lật tẩy UFO sớm nhất. Trong suốt nhiều năm liền, Menzel từng đưa ra một số lời giải thích khả thi cho trường hợp này như là viên phi công này đã nhìn thấy những đám mây tuyết thổi từ những ngọn núi phía nam Núi Rainier, nhầm lẫn đám mây dạng núi hoặc sóng, hoặc có thể là lẫn lộn những đốm nước hắt trên cửa sổ máy bay.